# Out of our hands
Out of our hands is het zevende studioalbum van Pablo Cruise. 

## Inleiding
De hoogtijdagen van de band lag in 1978 met hun album Worlds away. De band kan dat succes nooit meet evenaren. De teloorgang ging snel en vanaf 1981 werd op hitgebied niets meer van de band vernomen. Het album werd opgenomen in de Fantasy Studios in Berkeley en The Record Plant in Sausalito met muziekproducent en geluidstechnicus Jim Gaines. Van de originele band zijn alleen Jenkins en Lerios nog aanwezig.
Alle studioalbums van Pablo Cruise wisten de Billboard 200 te halen, behalve dit album. Het album werd uitgebracht op de grens van het elpee- en cd-tijdperk. De elpee verscheen in september 1983; de compact disc in 2013 en alleen op de Japanse markt. Er kwamen sinds 1983 alleen compilatiealbums uit; de band probeerde een aantal keer een doorstart te maken; hetgeen tot 2004 mislukte. Vanaf dan kwam de band regelmatig bij elkaar, zonder studioalbums te maken; wel kwam er één livealbum (gegevens 2022).  

## Musici
- David Jenkins – gitaren, zang (ging spelen bij Southern Pacific)
- Cory Lerios – toetsinstrumenten, zang (ging filmmuziek schrijven)
- Stef Birnbaum – gitaren (onder andere van Huey Lewis & The News)
- John Pierce – basgitaar, zang (idem)
- David Perper – drumstel, zang

Met
- Jorge Bermudez – percussie
- blazerssectie Tower of Power
- Johnny Colla (Huey Lewis & The News), Mark Russo – saxofoon
- Peter Wolf – synthesizers
- Steve Price (ex-lid) – drumstel; percussie (Will you, won’t you; Out of our hands)
- Angelo Rossi (ex-lid) - gitaren (Will you, won’t you; Out of our hands)

## Muziek
| Nr. | Titel                                                  | Duur |
| --- | ------------------------------------------------------ | ---- |
| 1.  | Will you, won’t you (Jenkins, Lerios, Pierce)          | 5:53 |
| 2.  | Let it go (Jenkins, Lerios)                            | 3:40 |
| 3.  | You might be wrong (Jenkins, Lerios)                   | 4:19 |
| 4.  | Givin’ it back (Jenkins, Lerios)                       | 3:46 |
| 5.  | Out of our hands (Jenkins, Lerios, Pierce, Huey Lewis) | 5:55 |
| 6.  | On & on (Jenkins, Lerios, Birnbaum, N Buffalo)         | 3:45 |
| 7.  | Talk to me right (Jenkins, Lerios, Pierce)             | 4:02 |
| 8.  | Another world (Jenkins, Lerios, Pierce)                | 4:10 |
| 9.  | Treat her right (Jenkins, Lerios)                      | 4:15 |